# Vitaline d'Artonne
Vitaline d'Artonne est une sainte chrétienne, dont le souvenir a été conservé par le témoignage de Grégoire de Tours. Elle aurait vécu sur le territoire d'Artonne, en pays arverne ; elle est la patronne du bourg d'Artonne, où elle est honorée de diverses manières.

## Biographie
Grégoire de Tours raconte que saint Martin a rendu visite au tombeau de la vierge Vitaline à Artonne, vicus arverne. S'adressant à elle, il demanda : « Dis-nous, vierge très sainte, si tu as déjà mérité la présence du Seigneur » ; ce à quoi elle répondit que non, car elle avait péché en se lavant les cheveux un jour de Vendredi Saint (cette coquetterie lui valait donc le Purgatoire). Les prières de Martin lui ouvrirent le Paradis.

## Culte
La chapelle tenant lieu de bras droit (côté sud) du transept de l'église Saint-Martin d'Artonne est consacrée à sainte Vitaline ; dans cette chapelle, se trouvent sa statue, ainsi qu'un vitrail représentant la visite de saint Martin au tombeau de Vitaline. En 1883, une cloche de cette église lui est dédiée. Le socle de la croix en pierre de Volvic — datant de 1665 — située devant la petite porte de l'église est ornée de sculptures représentant sainte Vitaline, saint Martin, saint Paterne (autre saint lié à Artonne) et saint Joseph. Une rue de la ville porte son nom.
Le martyrologe place sa fête au 21 février. Le site Nominis donne la date du 13 août. À Artonne, elle est célébrée le 27 mai (ou, en fait, le dimanche qui suit le 27 mai).